# Synagogue Nazareth
Synagogue Nazareth är en synagoga vid Rue Notre-Dame-de-Nazareth i Paris tredje arrondissement i Frankrike.